# Жеро (граф Женевы)
Жеро (Gérold, Géraud de Genève), иногда без каких-либо оснований именуется Жеро II (р. 1015/20 или чуть позже, ум. 1067/1080) — граф Женевы.
Впервые упоминается в 1032 году. Имя отца не известно. Некоторые историки 17-18 вв. считают, что им был некий Жеро, или Эймон. Эдуар Секритан (Édouard Secrétan) в своей работе Notice sur l’origine de Gérold, comte de Genève (1867) выдвигает гипотезу, что отцом первого женевского графа был Эберхард, сын графа Нордгау того же имени. Такой же версии придерживается медиевист Франсуа Демотц (François Demotz).
О матери известно больше. Её звали Берта (что указывается в датированном 1043 годом письме Рено Бургундского, адресованном Ги-Жоффруа Аквитанскому).
Согласно медиевисту Лорану Рипару (Laurent Ripart), это имя — женский антропоним представителей рода королей Бургундии. Таким образом получается, что Жеро Женевский — внучатый племянник Рудольфа III, последнего короля Бургундии, или в любом случае — потомок Рудольфингов по женской линии. По утверждению Лорана Рипара, он был внуком Матильды — сестры Рудольфа III.
Также в одном из более поздних документов Эймон, сын Жеро, назван племянником епископа Морьена Конона I.
Согласно сайту http://fmg.ac/Projects/MedLands/burgkgenev.htm Архивная копия от 9 декабря 2021 на Wayback Machine, мать Жеро Берта - дочь Гуго IX, графа фон Эгисхайм, и его жены Матильды Бургундской, дочери короля Бургундии Конрада I.
Возможно, мужем Берты был Роберт, который в 1019/20 упоминается как граф Женевы.
После смерти Рудольфа III (1032) началась борьба за его наследство. Победителем в ней вышел германский император Конрад II, и в 1034 году Жеро Женевский признал себя его вассалом.
В 1044 г. Жеро и граф Бургундии Рено I восстали против короля, но потерпели поражение от Людовика Монбельярского, и были вынуждены подчиниться.
Последний раз Жеро упоминается в документе 1061 года. Его сын Эймон I уже был графом Женевы в 1080 г. То есть Жеро умер в этом промежутке времени.
Семья. Первая жена — Жизель (Бургундская? Дочь графа де Рейнфельден?). Дети:
- Жанна Женевская (ум. ок. 1095), жена графа Амадея II де Морьен
- Конон (ум. до 1080). Некоторые историки считают его графом Женевы - преемником отца.

Вторая жена (с не ранее 1060) — Тетберга (Титбурга), вдова Луи I де Фосиньи. Сын:
- Эймон I (ум. 1125/28), граф Женевы.